# Красный (Стародубский район)
Красный — поселок в Стародубском муниципальном округе Брянской области.

## География
Находится в южной части Брянской области на расстоянии приблизительно 3 км на юг-юго-запад по прямой от районного центра города Стародуб.

## История
На карте 1941 года уже был показан. В середине XX века работал колхоз «Заря свободы». До 2019 года входил в состав Занковского сельского поселения как его административный центр, с 2019 по 2020 в состав Понуровского сельского поселения Стародубского района до их упразднения.

## Население
Численность населения: 302 человека в 2002 году (русские 92 %), 299 в 2010.